# 클라인하이슬러 라슬로
클라인하이슬러 라슬로(헝가리어: Kleinheisler László [ˈklɛinhɛiʃlɛr ˈlaːsloː] 클레인헤이슐레르 라슬로[*], 1994년 4월 8일 ~ )는 NK 오시예크에서 미드필더로 활약하고 있는 독일계 헝가리인 축구 선수이다. 2015년 11월 6일 노르웨이와의 UEFA 유로 2016 예선 플레이오프에서 헝가리 축구 국가대표팀에 데뷔하였으며, 그 경기에서 데뷔 골을 기록해 팀의 승리를 이끌었다.
그의 별명은 '헝가리의 폴 스콜스'인데, 그 이유는 스콜스와 같은 적모 계열의 머리카락을 가지고 있기 때문이다.

## 경력 통계
2016년 4월 19일 기준
| 구단            | 시즌      | 리그 | 리그 | 컵   | 컵 | 리그 컵 | 리그 컵 | 유럽 대회 | 유럽 대회 | 합계 | 합계 |
| 구단            | 시즌      | 출장 | 골   | 출장 | 골 | 출장    | 골      | 출장      | 골        | 출장 | 골   |
| --------------- | --------- | ---- | ---- | ---- | -- | ------- | ------- | --------- | --------- | ---- | ---- |
| 푸슈카시        | 2012–13   | 27   | 8    | 0    | 0  | 0       | 0       | 0         | 0         | 27   | 8    |
| 비데오톤        | 2013–14   | 19   | 4    | 2    | 0  | 2       | 0       | 2         | 0         | 25   | 4    |
| 비데오톤        | 2014–15   | 11   | 0    | 0    | 0  | 6       | 1       | 0         | 0         | 17   | 1    |
| 비데오톤        | 합계      | 30   | 4    | 2    | 0  | 8       | 1       | 2         | 0         | 42   | 5    |
| 푸슈카시 (임대) | 2014–15   | 12   | 0    | 0    | 0  | 0       | 0       | 0         | 0         | 12   | 0    |
| 베르더 브레멘   | 2015–16   | 6    | 0    | 1    | 0  | 0       | 0       | 0         | 0         | 7    | 0    |
| 경력 합계       | 경력 합계 | 75   | 12   | 3    | 0  | 8       | 1       | 2         | 0         | 88   | 13   |